# Dzsenifer Marozsán
Dzsenifer Marozsán (Budapest, Hungría; 18 de abril de 1992) es una futbolista alemana nacida en Hungría. Juega como centrocampista en el Olympique de Lyon de la Première Ligue de Francia. Es internacional con la selección de Alemania.
Fue medallista de oro con su selección en los Juegos Olímpicos de Río de Janeiro 2016.

## Trayectoria
Marozsán se trasladó con su familia de su natal Hungría a la ciudad de Saarbrücken, Alemania en 1996, después de que su padre, János Marozsán, un exjugador de la selección de fútbol de Hungría, fuera fichado por el equipo 1. FC Saarbrücken. El 18 de noviembre de 2006 se convirtió en la jugadora más joven en la historia de la Bundesliga femenina cuando con tan solo 14 años y siete meses de edad jugó su primer partido con el equipo femenino del 1. FC Saarbrücken. El 26 de agosto de 2007 Marozsán se convirtió en la goleadora más joven en la historia de la Bundeliga femenina cuando anotó contra el TSV Crailsheim.
Marozsán tuvo una brillante carrera con los equipos nacionales juveniles de Alemania. Logró ganar el Campeonato Europeo Femenino Sub-17 de 2008 y se coronó campeona del mundo en la Copa Mundial Femenina de Fútbol Sub-20 de 2010. Formó parte del conjunto que logró el subcampeonato en la Copa Mundial Femenina de Fútbol Sub-20 de 2012, donde además fue galardonada con el balón de oro a la mejor jugadora del torneo y nombrada al equipo de todos estrellas.
Marozsán hizo su debut con la Selección femenina de fútbol de Alemania mayor el 28 de octubre de 2010 contra la selección de Australia. Fue nominada para participar en la Copa Mundial Femenina de Fútbol de 2011, pero quedó fuera debido a una lesión en la rodilla. Fue nombrada para el equipo alemán que ganó la Eurocopa Femenina 2013.

## Clubes
| Club              | País           | Año         |
| ----------------- | -------------- | ----------- |
| 1. FC Saarbrücken | Alemania       | 2007 - 2009 |
| 1. FFC Frankfurt  | Alemania       | 2009 - 2016 |
| Olympique de Lyon | Francia        | 2016 -      |
| OL Reign          | Estados Unidos | 2021 -      |

## Palmarés

### Campeonatos nacionales
| Título                 | Club              | País     | Año     |
| ---------------------- | ----------------- | -------- | ------- |
| 2. Bundesliga Femenina | 1. FC Saarbrücken | Alemania | 2008-09 |
| DFB Pokal              | 1. FFC Frankfurt  | Alemania | 2010-11 |
| DFB Pokal              | 1. FFC Frankfurt  | Alemania | 2013-14 |
| Division 1 Féminine    | Olympique de Lyon | Francia  | 2016-17 |
| Copa de Francia        | Olympique de Lyon | Francia  | 2016-17 |
| Division 1 Féminine    | Olympique de Lyon | Francia  | 2017-18 |
| Copa de Francia        | Olympique de Lyon | Francia  | 2018-19 |
| Division 1 Féminine    | Olympique de Lyon | Francia  | 2018-19 |
| Copa de Francia        | Olympique de Lyon | Francia  | 2019-20 |
| Division 1 Féminine    | Olympique de Lyon | Francia  | 2019-20 |

### Campeonatos internacionales
| Título            | Club                  | Sede           | Año     |
| ----------------- | --------------------- | -------------- | ------- |
| Europeo Sub-17    | Selección de Alemania | Suiza          | 2008    |
| Mundial Sub-20    | Selección de Alemania | Alemania       | 2010    |
| Copa Algarve      | Selección de Alemania | Portugal       | 2012    |
| Eurocopa Femenina | Selección de Alemania | Suecia         | 2013    |
| Copa Algarve      | Selección de Alemania | Portugal       | 2014    |
| Liga de Campeones | 1. FFC Frankfurt      | Alemania       | 2014-15 |
| Juegos Olímpicos  | Selección de Alemania | Río de Janeiro | 2016    |
| Liga de Campeones | Olympique de Lyon     | Gales          | 2016-17 |
| Liga de Campeones | Olympique de Lyon     | Ucrania        | 2017-18 |
| Liga de Campeones | Olympique de Lyon     | Hungría        | 2018-19 |
| Liga de Campeones | Olympique de Lyon     | España         | 2019-20 |

### Distinciones individuales
| Distinción                     | Evento                                        | Año     |
| ------------------------------ | --------------------------------------------- | ------- |
| Balón de Plata                 | Copa Mundial Femenina de Fútbol Sub-17        | 2008    |
| Botín de Oro                   | Copa Mundial Femenina de Fútbol Sub-17        | 2008    |
| Goleadora del Torneo           | Campeonato Europeo Femenino Sub-17 de la UEFA | 2008    |
| Medalla de Bronce              | Medalla Fritz Walter                          | 2009    |
| Balón de Oro                   | Copa Mundial Femenina de Fútbol Sub-20        | 2012    |
| Mejor Once                     | Eurocopa Femenina                             | 2013    |
| Jugadora Más Valiosa           | Copa de Algarve                               | 2014    |
| Mejor Playmaker del Mundo      | IFFHS                                         | 2016    |
| Jugadora del Año               | Trophées UNFP du football                     | 2016-17 |
| Mejor Once del Año             | Division 1 Féminine                           | 2016-17 |
| Mejor Once del Mundo           | FIFPro                                        | 2016    |
| Jugadora del Año               | Trophées UNFP du football                     | 2017-18 |
| Equipo Femenino del Mundo      | IFFHS                                         | 2017    |
| Mejor Once del Mundo           | FIFPro                                        | 2017    |
| Futbolista Femenina del Año    | Futbolista del año en Alemania                | 2017    |
| Jugadora del Año               | Trophées UNFP du football                     | 2018-19 |
| Equipo Femenino del Mundo      | IFFHS                                         | 2018    |
| Futbolista Femenina del Año    | Futbolista del año en Alemania                | 2018    |
| Equipo Femenino del Mundo      | IFFHS                                         | 2019    |
| Futbolista Femenina del Año    | Futbolista del año en Alemania                | 2019    |
| Centrocampista de la Temporada | Premios del Año de la UEFA                    | 2019-20 |
| Mejor Playmaker del Mundo      | IFFHS                                         | 2020    |
| Equipo Femenino del Mundo      | IFFHS                                         | 2020    |